# André Clercx
Andreas (André) Clercx (Neerpelt, 6 september 1886 - 28 maart 1978) was een Belgisch industrieel en politicus voor het Katholiek Verbond van België en vervolgens de CVP.

## Levensloop
Hij werd in 1921 gemeenteraadslid en burgemeester van Neerpelt en oefende het ambt uit tot in 1958. Tijdens de Tweede Wereldoorlog moest hij omwille van de ouderdomsverordening van de Duitse bezetter op 31 maart 1941 zijn burgemeestersambt neerleggen, hij werd vervangen als burgemeester door Henri Vermeulen. Na de oorlog nam hij zijn taken weer op.
In december 1944 werd hij provinciaal senator, in opvolging van Edouard Janssens die in 1943 overleden was. Hij vervulde dit mandaat tot in 1949.